# Campionat del Món de natació de 2009
El Campionat del Món de natació de 2009 es va celebrar a Roma (Itàlia) del 17 de juliol al 2 d'agost de 2009 sota l'organització de la Federació Internacional de Natació (FINA).
Es van realitzar competicions de natació, natació en aigües obertes, natació sincronitzada, salts i waterpolo.

## Elecció de la seu
Roma fou escollida com a seu del Campionat del Món de natació de 2009 el 16 de juliol de 2005 en reunió ordinària de la Federació Internacional de Natació (FINA) realitzada a Mont-real (Canadà). La capital italiana fou escollida per davant de les ciutats d'Atenes (Grècia), Moscou (Rússia) i Yokohama (Japó).

## Seus
La competició en piscina es realitzà a les instal·lacions del complex esportiu aqüàtic del Foro Itàlico.
La competició en aigües obertes es realitzà a la costa de la ciutat d'Òstia.

## Calendari i proves
| ● | Cerimònia obertura |  | Rondes | ● | Finals | ● | Cerimònia clausura |

| juliol/agost              | 17 | 18 | 19 | 20 | 21 | 22 | 23 | 24 | 25 | 26 | 27 | 28 | 29 | 30 | 31 | 01 | 02 | T  |
| ------------------------- | -- | -- | -- | -- | -- | -- | -- | -- | -- | -- | -- | -- | -- | -- | -- | -- | -- | -- |
| Cerimònies                |    | ●  |    |    |    |    |    |    |    |    |    |    |    |    |    |    | ●  |    |
| Natació                   |    |    |    |    |    |    |    |    |    | 4  | 4  | 5  | 4  | 5  | 5  | 6  | 7  | 40 |
| Natació en aigües obertes |    |    |    |    | 2  | 2  |    |    | 2  |    |    |    |    |    |    |    |    | 6  |
| Natació sincronitzada     |    | ●  | 1  | 1  | 1  | 1  | 1  | 1  | 1  |    |    |    |    |    |    |    |    | 7  |
| Salts                     | 1  | 2  | 2  | ●  | 2  | ●  | 1  | 1  | 1  |    |    |    |    |    |    |    |    | 10 |
| Waterpolo                 |    |    | ●  | ●  | ●  | ●  | ●  | ●  | ●  | ●  | ●  | ●  | ●  | ●  | 1  | 1  |    | 2  |
| Finals                    | 1  | 2  | 3  | 1  | 5  | 3  | 2  | 2  | 4  | 4  | 4  | 5  | 4  | 5  | 6  | 7  | 7  | 65 |

## Medaller
| Pos.  | País            | Or | Plata | Bronze | Total |
| 1     | Estats Units    | 11 | 11    | 7      | 29    |
| 2     | R.P. de la Xina | 11 | 7     | 11     | 29    |
| 3     | Rússia          | 8  | 8     | 4      | 20    |
| 4     | Alemanya        | 7  | 4     | 1      | 12    |
| 5     | Austràlia       | 4  | 5     | 10     | 19    |
| 6     | Regne Unit      | 4  | 3     | 2      | 9     |
| 7     | Itàlia          | 4  | 1     | 5      | 10    |
| 8     | Sèrbia          | 3  | 1     | 0      | 4     |
| 9     | Hongria         | 2  | 1     | 3      | 6     |
| 10    | Brasil          | 2  | 1     | 1      | 4     |
| 11    | Espanya         | 1  | 7     | 3      | 11    |
| 12    | Japó            | 1  | 2     | 1      | 4     |
| 13    | Tunísia         | 1  | 2     | 0      | 3     |
| 14    | Dinamarca       | 1  | 1     | 0      | 2     |
| 14    | Suècia          | 1  | 1     | 0      | 2     |
| 14    | Zimbàbue        | 1  | 1     | 0      | 2     |
| 17    | Sud-àfrica      | 1  | 0     | 3      | 4     |
| 18    | Països Baixos   | 1  | 0     | 1      | 2     |
| 19    | Mèxic           | 1  | 0     | 0      | 1     |
| 20    | Canadà          | 0  | 4     | 5      | 9     |
| 21    | França          | 0  | 3     | 3      | 6     |
| 22    | Grècia          | 0  | 1     | 0      | 1     |
| 22    | Polònia         | 0  | 1     | 0      | 1     |
| 24    | Àustria         | 0  | 0     | 1      | 1     |
| 24    | Croàcia         | 0  | 0     | 1      | 1     |
| 24    | Cuba            | 0  | 0     | 1      | 1     |
| 24    | Lituània        | 0  | 0     | 1      | 1     |
| 24    | Malàisia        | 0  | 0     | 1      | 1     |
| 24    | Noruega         | 0  | 0     | 1      | 1     |
| 24    | Romania         | 0  | 0     | 1      | 1     |
| Total | Total           | 65 | 65    | 67     | 197   |